# Cat Soup
Cat Soup (ねこぢる草 Nekojiru-sō, lit. Nekojiru Grass) là một bộ phim hoạt hình Nhật Bản thử nghiệm ngắn phát hành năm 2001. đạo diễn bởi Tatsuo Satō, lấy cảm hứng từ tác phẩm của hoạ sĩ Manga Nekojiru. Bộ phim siêu thực theo chân chú mèo con Nyantta, trên chuyến du hành đến vùng đất chết và trở lại để cứu linh hồn của người chị gái. Cat Soup được phát hành trực tiếp bằng đĩa DVD tại Nhật vào ngày 21 tháng 2 năm 2001. Central Park Media cấp phép cho bộ phim ở Bắc Mỹ dưới nhãn hiệu Software Sculptors và được phát hành trên DVD vào ngày 9 tháng 9, 2003.

## Nội Dung
Nyāko (にゃーこ), Chị gái của Nyatta (にゃっ太), đang nằm bệnh rất nặng trong phòng. Tình cờ, Nyatta chết đuối trong bồn tắm và trong khi cậu ấy đang chết lâm sàng, nhìn thấy chị gái mình bị Bồ tát Địa tạng nắm tay dắt rời khỏi nhà (được biết đến trong tiếng Nhật là Jizou) và bắt đầu đi theo. Nyatta cố gắng kéo chị gái của mình trở lại nhưng vị Bồ tát giữ cô bé lại và không chịu buông ra. Nyāko gằn kéo chị mình với vị Bồ tát và làm chị ấy bị rách đôi. Bỏ lại Vị Bồ tát với một nửa linh hồn, cậu bỏ trốn cùng nửa còn lại. Bồ tát nói rằng nửa linh hồn còn thiếu của Nyako đang trú ngụ một bông hoa, sau đó bỏ đi.
Trong khi đó, cha của Nyatta tìm thấy con trai mình trong bồn tắm và cứu cậu. Sau đó, tất cả các thành viên trong gia đình tập trung trong phòng của Nyāko và biết rằng cô đã chết. Nyatta đến gần hơn với nửa linh hồn của chị và đặt nó trở lại cơ thể của chị gái qua mũi. Nyāko tỉnh dậy, nhưng cô ấy vẫn còn lờ đờ và bán cảm xúc. Sau đó Nyatta và Nyāko bắt đầu cuộc hành trình (vì mẹ của chúng yêu cầu đi mua một ít đậu phụ rán). Trong chuyến đi chơi của mình, chúng đến "Rạp xiếc cá voi lớn", với màn biểu diễn cuối cùng là một chú chim cánh cụt thời tiết khổng lồ bị kéo đứt chân, trong cơn đau đớn gây ra lũ lụt bao trùm mọi thứ. Hai con mèo con lênh đênh trên một chiếc thuyền với một con lợn, con lợn bị mổ thịt để ăn (bằng cách mở bụng và rút những phiến thịt ra). Chúa đã rút cạn nước trên Trái Đất (bằng cách đặt Trái Đất lên đĩa và để nước trên đó chảy xuống), biến Trái Đất thành một sa mạc mênh mông cùng với hai con mèo và con lợn. Con lợn bị đánh chết trong lúc đang làm phương tiện di chuyển cho hai con mèo độc ác và nỗ lực cuối cùng là cắn đứt cánh tay của Nyatta, cánh tay được khâu lại bởi một cư dân sa mạc, người làm búp bê từ mảnh tay và chân của những con mèo khác.
Đi qua sa mạc, chúng được dẫn đến một ngôi nhà có mùi thức ăn, và được một người đàn ông mời vào trong. Chúng được cho ăn, và khi no người đàn ông cố gắng nấu chúng thành súp trong một cái vạc vĩ đại, giết chúng bằng một chiếc kéo. Cuối cùng hắn ta rơi vào trong cái vạc, Nyatta cắt hắn thành nhiều mảnh bằng kéo, và chúng trốn thoát. Lang thang trong sa mạc và bị mất nước, Nyatta đào và tìm thấy một con voi nước, giúp làm mát và chở chúng đi, mặc dù cuối cùng con voi đã bị bốc hơi vì nóng. Chúa vô tình ngăn dòng chảy của thời gian và phá vỡ không gian, và hai con mèo lang thang đi chơi trong lúc thời gian bị đóng băng. Chúa kéo ngược thời gian, xoay nó về phía trước và đảo ngược nó, làm cho thời gian bị đảo lộn. Cuối cùng, hai con mèo quay trở lại trở lại chiếc thuyền giữa biển nước. Chúng bị lạc trong một đầm lầy của các loài thực vật và sinh vật bằng kim loại, tìm thấy loài hoa chứa nửa linh hồn của Nyako. Nyatta đặt bông hoa lên mặt Nyāko, cô bé trở lại bình thường. Họ cùng nhau trở về nhà.
Cuối cùng, cả gia đình mèo quây quần trong ngôi nhà để nhàn nhã xem TV. Nyatta vào nhà vệ sinh, và trong khi cậu đi vệ sinh, các thành viên trong gia đình lần lượt biến mất. Chương trình trên TV cũng biến mất, chỉ còn lại màn hình chập chờn. Nyatta quay lại và thấy mọi người đã biến mất. Bên ngoài trụ đèn gần đó vụt tắt, để lại căn nhà chìm trong bóng tối. Cuối cùng, bộ phim "tắt phụt", để lại một màn hình nhấp nháy.

## Lai Lịch
Nhân vật Nyāko và Nyatta xuất hiện lần đầu tiên vào tháng 6 năm 1990 của tạp chí hàng tháng Garo. Chúng cũng xuất hiện trong bộ phim truyền hình 27 tập dài hai phút, có tên chung là Nekojiru Gekijō (ねこぢる劇場 Nekojiru Theatre). Bộ phim ra mắt dưới dạng phân đoạn vào năm 1999 trên TV Asahi's Bakushō-Mondai no Boss-Kyara-Ō (爆笑問題のボスキャラ王).
Nekojiru (hoạ sĩ) sinh ngày 19 tháng 1, 1967 và tự tử vào ngày 10 tháng 5, 1998. Tên thật của cô ấy là Chiyomi Hashiguchi (橋口 千代美 Hashiguchi Chiyomi, née Nakayama (中山)).

## Giải Thưởng
Cat Soup thắng giải Xuất Sắc (Animation Division) vào Japan Media Arts Festival vào năm 2001, Giải "Phim Ngắn Hay Nhất" Fantasia Festival năm 2001 và Giải Bạc của Animation 2003 New York Triển Lãm Phim và Video Ngắn.

## Tham Khảo
1. ↑  McCarthy, Helen. 500 Essential Anime Movies: The Ultimate Guide. — Harper Design, 2009. — P. 515. — 528 p. — ISBN 978-0061474507
2. ↑  Yoshinaga, Yoshiaki. "Yoshiaki Yoshinaga on Nekojiru - pt. 2". Anipages. Benjamin Ettinger. Bản gốc lưu trữ ngày 18 tháng 4 năm 2015. Truy cập ngày 17 tháng 4 năm 2015.
3. ↑  Patten, Fred (ngày 21 tháng 11 năm 2003). "New from Japan: Anime Film Reviews". Animation World Magazine. Truy cập ngày 23 tháng 5 năm 2009.[liên kết hỏng]
4. ↑  "Excellence Prize Nekojiru-So". Japan Media Arts Festival. 2001. Bản gốc lưu trữ ngày 11 tháng 10 năm 2007. Truy cập ngày 1 tháng 7 năm 2007.
5. ↑  "Awards Winners". New York Expo Film and Video. 2003. Bản gốc lưu trữ ngày 7 tháng 7 năm 2007. Truy cập ngày 1 tháng 7 năm 2007.